# シラッシの多面体
シラッシの多面体（シラッシのためんたい、英: Szilassi polyhedron）は7つの六角形の面からなる、トーラスに同相な、凸でない多面体である。

## 彩色と対称性
シラッシの多面体の全ての面は、他のどの面とも一辺を共有している。よって、隣接する面を異なる色で塗るためには七色を要し、七色定理の下界値を与える。シラッシの多面体は180度回転対称の軸を1つ持ち、3対の面は合同である。対にならない残り1つの六角形は、この軸に関して垂直かつ180度回転対称である。14個の頂点と21本の辺は、トーラス表面へと埋め込まれたヒーウッド・グラフの形をしている。

## 面の完全な隣り合い
| 面の数が7より多く、全ての面同士が一辺を共有するような非凸多面体は存在するか？ |

四面体とシラッシの多面体は、全ての面同士が一辺を共有する多面体として（今のところ）知られているただ2つのものである。
もし f 枚の面を持つ多面体が h 個の穴を持つ曲面に埋め込まれていて、全ての面が他のどの面とも一辺を共有しているならば、オイラー標数の式を変形して
{\displaystyle h={\frac {(f-4)(f-3)}{12}}}
であることが導かれる。四面体は h = 0, f = 4 で、シラッシの多面体は h = 1, f = 7 でこの等式を満たす。
数式上、次に考えられるのは h = 6, f = 12 で、これは各面が十一角形で44個の頂点と66本の辺をもつ多面体になるだろう。しかしながら、そのような多面体が（単に抽象多面体であるにとどまらず）幾何的に実現できるか否かは知られていない。一般には、この式が満たされるのは {\displaystyle f\equiv 0,3,4,7{\pmod {12}}} のときに限られる。

## 歴史
シラッシの多面体の名は、1977年にこれを発見したハンガリーの数学者ラヨシュ・シラッシ（Lajos Szilassi）に由来する。その双対であるチャーサールの多面体はアーコシュ・チャーサール（Ákos Császár）が1949年に発見していたもので、こちらは7つの頂点、全ての頂点対を結ぶ21本の辺、14枚の三角形の面を持つ(Császár 1949)。チャーサールの多面体もシラッシの多面体と同様、トーラスと同相である。

## ギャラリー

展開図
各面を異なる色で表示した正射投影。ファイルを開くとマウスを左右に動かして模型を回転させられる。
回転するシラッシの多面体